# Ruralisering
Ruralisering är motsatsen till urbanisering, och innebär en process där människor flyttar från stad till landsbygd.
Ruralisering kan ha olika orsaker. Den främsta kan sägas vara problem med städernas mat-, vatten- eller energiförsörjning, vilket får människor att flytta närmare dessa resursers källor, dvs till landsbygden.
Under sen tid har ruralisering också förekommit som ett val av livsstil, bl.a. under 1970-talets gröna våg, där begrepp som hälsa, tid och gemenskap vägde tyngre än de rena försörjningsbehoven.
Under historien har ett antal större och genomgripande ruraliseringsvågor skett. Den största och tydligaste inträffade efter romarrikets fall c:a 400 e.Kr., då många romerska städers matförsörjning kollapsade, och människor var tvungna att söka sin utkomst på landsbygden. Rom hade exempelvis över 1 miljon invånare när romarriket stod som högst, medan befolkningsantalet hade krympt till ett par hundra tusen i början av medeltiden.
En annan stor ruraliseringsvåg inträffade i Storbritannien på 1600-talet efter problem med vedförsörjningen. Ruraliseringsvågor har också inträffat i Asien i äldre tid, särskilt i Kina, samt i Sydamerikas högkulturer.
Någon större ruraliseringsvåg har aldrig inträffat i Skandinavien, eftersom större städer och urbanisering är ett relativt sent fenomen där. Fortfarande på 1880-talet bodde över 85 % av befolkningen på landsbygden, och först på 1950-talet kan en majoritet av skandinaverna sägas ha bott i någon form av städer.